# Municipi cadastral
Un municipi cadastral és una subdivisió cadastral de municipis de les nacions d'Àustria, Bòsnia i Hercegovina, Croàcia, República Txeca, Sèrbia, Eslovàquia, Eslovènia, els Països Baixos i les províncies italianes del Tirol del Sud, Trentino, Gorizia i Trieste. Un municipi cadastral registra la propietat en un cadastre, que és un registre que descriu la propietat mitjançant les línies de delimitació de l'immoble.
L'etimologia comuna als estats centreeuropeus successors de l'Imperi Habsburg prové de l'alemany: Katastralgemeinde (abreujat: KG), plural: Katastralgemeinden, traduït a l'italià com a comune censuario o comune catastale, al neerlandès com a kadastrale gemeenten, a l'eslovè com a katastralna občina, al croat com a katastarska općina, a l'eslovac com a katastrálne územia i al txec com a katastrální území.

## Història

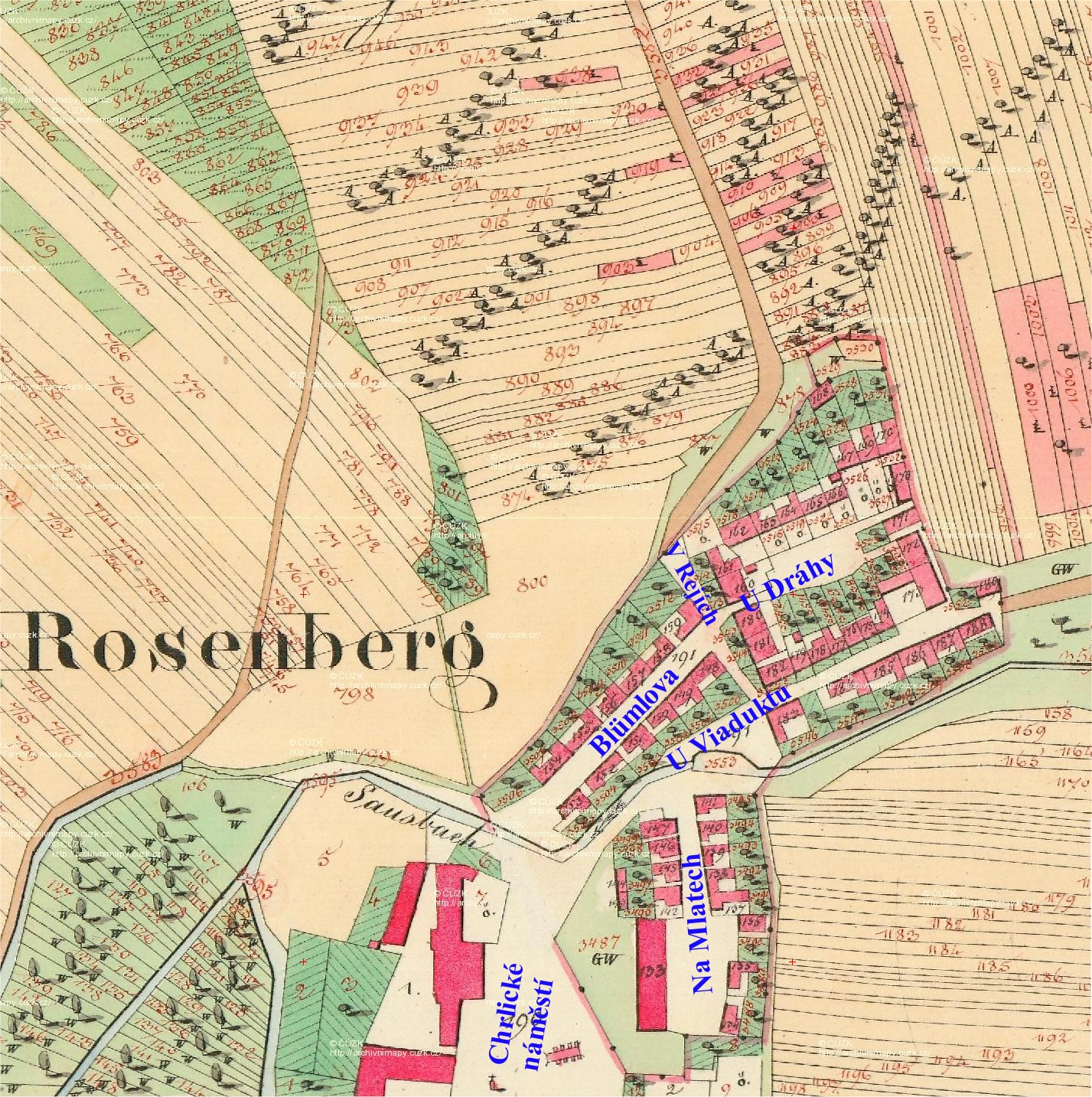
Mapa cadastral de Roznberk a l'actual Brno-Chrlice

L'any 1764, l'emperadriu Maria Teresa va ordenar a l'estat major de l'exèrcit imperial i reial un registre formal de tot l'imperi. La tasca fou dirigida pel mariscal de camp Leopold Joseph von Daun, que conscient del problema que va suposar la manca de mapes fiables durant la Guerra dels Set Anys. El fill de Maria Teresa, l'emperador Josep II, va ordenar un urbari complet per a l'impost de propietat l'any 1785. El cadastre actual es va completar després de les guerres napoleòniques, per ordenança de l'emperador Francesc I d'Àustria. Des d'aleshores, la part austríaca de l'imperi (cisleitània) es va subdividir en Katastralgemeinden; a les terres del regne d'Hongria (transleitània), aquest procés va començar el 1850. Els municipis, com a entitats administratives amb certs drets d'autogovern, no es van establir fins després de les revolucions de 1848.
La majoria dels Katastralgemeinden actuals havien estat municipis independents que van acabar sent incorporats a municipis més grans durant reformes territorials, com és el cas de Währing o Grinzing. A Àustria, el 2014, hi havia un total de 7.847 Katastralgemeinden.
El sistema holandès de kadastrale gemeenten es va establir cap al 1830.